# Hervé Maurice Burdet
Hervé Maurice Burdet (Ginebra, 1939-Ginebra, 30 de octubre de 2024) fue un botánico y pteridólogosuizo.
Desarrolló su carrera científica en el Conservatorio y Jardín Botánico de Ginebra. Trabajó activamente en el estudio de la flora y de la vegetación de Córcega.

## Algunas publicaciones
- Bubani, P†; HM Burdet 1974. Flora Virgiliana ovvero Sulle plante menzionate da Virgilio. ISBN 3-87429-075-1

- ---------. 1975. Histoire, géographie et flore des "Grands marais" de Genève. Ed. Société botanique de Genève, 14 pp.

- ---------. 1979. Notes biographiques et bibliographiques: Volume du centenaire des excursions Boissier, Leresche et Levier dans le Nord de l'Espagne. Mémoires de la Société botanique de Genève, pp. 139-154

- ---------. 1979b. Auxilium ad botanicorum graphicem. ISBN 2-8277-0102-2

- ---------. 1980. Catalogue des periodiques de la bibliotheque des Conservatoire et de la Ville de Genève. ISBN 2-8277-0104-9

- ---------. 1981. Med-Checklist Notulae Bibliographicae. Ed. des Conservatoire et jardin botaniques

- ---------, T Bunning. 1983. Saussurea 14-1983. ISBN 2-8278-0016-0

- ---------. 1985. Edmond Boissier: botaniste genevois: 1810-1885-1985. Série documentaire des Conservatoire et Jardin Botaniques de la ville de Genève, 49 pp.

- ---------. 1985b. Ouvrages botaniques anciens: catalogue des ouvrages prélinnéens de la Bibliothèque des Conservatoire et jardin botaniques de la ville de Genève. ISBN 2-8277-0105-7

- Michael, T, AL Karg, M Walker, GDR Bridson, HM Burdet, MM Chautemps, T Moruzzi-Bayo Stieber. 1987. CATALOGUE OF PORTRAITS OF NATURALISTS, MOSTLY BOTANISTS IN THE COLLECTIONS OF THE HUNT INSTITUTE, THE LINNEAN SOCIETY OF LONDON AND THE CONSERVATOIRE ET JARDIN BOTANIQUES DE LA VILLE DE GENÈVE.

- Aeschimann, D; HM Burdet 1989. Flore de la Suisse et des territoires limitrophes: le nouveau Binz. ISBN 2-88006-503-8

- Greuter, WR; HM Burdet. 1989b. Med-checklist: a critical inventory of vascular plants of the circum-mediterranean countries. ISBN 2-8277-0154-5

- Spichiger, RE; HM Burdet, PA Loizeau (eds.) 1993. Comptes-rendus du Colloque international sur le thème nature et jardins botaniques au XXIe siècle : 175e anniversaire du Jardin botanique de Genève, 2-4 juin 1993. ISBN 2-8277-0063-8

- Burdet, HM. 1996. Manuel de consultation de la Bibliothèque des Conservatoire et Jardin botaniques de la Ville de Genève. ISBN 2-8277-0209-6

- Aeschimann, D; HM Burdet. 2005. Flore de la Suisse et des territoires limitrophes. ISBN 3-258-06946-8
- La abreviatura «Burdet» se emplea para indicar a Hervé Maurice Burdet como autoridad en la descripción y clasificación científica de los vegetales.[5]